# لنز سونی واریو-سونار تی* دی‌تی ۱۶–۸۰میلی‌متر اف/۳٫۵–۴٫۵ زدای
لنز سونی واریو-سونار تی* دی‌تی ۱۶-۸۰میلی‌متر اف/۳٫۵-۴٫۵ زدای (به انگلیسی: Sony Vario-Sonnar T* DT 16-80mm f/3.5-4.5 ZA lens) نام لنز دوربین عکاسی از نوع زوم است که توسط شرکت سونی، کارل زایس تولید می‌شود. فاصلهٔ کانونی این لنز ۱۶ تا ۸۰ میلی‌متر، دیافراگم آن دارای ۷ تیغه و ضریب اف آن اف ۳٫۵ تا اف ۲۲ است. 